# Xavier Nogués
Xavier Nogués i Casas (Barcelona, 18 de febrero de 1873-Barcelona, 28 de enero de 1941), fue un pintor, dibujante, ceramista y grabador español. Su obra dentro del novecentismo, es de un humor satírico y donde mejor se expresa es en sus dibujos y sus famosas caricaturas.

## Biografía
Se formó en Barcelona, pasando después por París donde asistió a las clases de la Academia Colarossi, allí hizo amistad con Alexandre de Cabanyes.

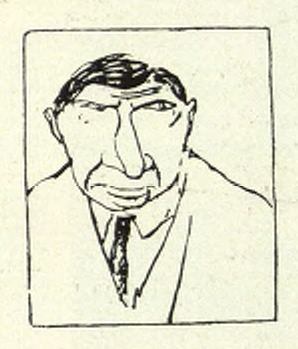
Autocaricatura

De retorno a Barcelona comenzó a dibujar en la revista Papitu con el seudónimo «Babel», y colaboró además con otras muchas publicaciones como Picarol, Iberia y Revista Nova.
Publicó dos de los libros fundamentales de humor gráfico de la Cataluña del primer tercio del siglo XX: La Catalunya pintoresca y 50 ninots. También realizó dibujos humorísticos sobre la Primera Guerra Mundial en el diario La Publicidad. Joan Sacs, Francesc Pujols, Rafael Benet y Salvador Espriu han dedicado libros a estudiar su obra humorística, litográfica y pictórica.
Pintó los plafones de la bodega de las Galerías Layetana, con lo que consiguió ser reconocido y es cuando hizo los murales para el despacho de la alcaldía del Ayuntamiento de Barcelona, para la casa del coleccionista Plandiura y un friso de cerámica para el sindicato agrícola de Pinell de Bray (Tarragona).
A partir de 1909 realizó numerosos grabados y las ilustraciones de los libros Satires de Guerau de Liost, Bestiari de Pere Quart, y Sombrero de tres picos de Pedro Antonio de Alarcón.